# Osavulșciîna, Hrebinka
Osavulșciîna (în ucraineană Осавульщина) este un sat în comuna Oleksandrivka din raionul Hrebinka, regiunea Poltava, Ucraina.

## Demografie
Componența lingvistică a localității Osavulșciîna
     Ucraineană (98,25%)
     Rusă (1,75%)
Conform recensământului din 2001, majoritatea populației localității Osavulșciîna era vorbitoare de ucraineană (98,25%), existând în minoritate și vorbitori de rusă (1,75%).